# Danska fall

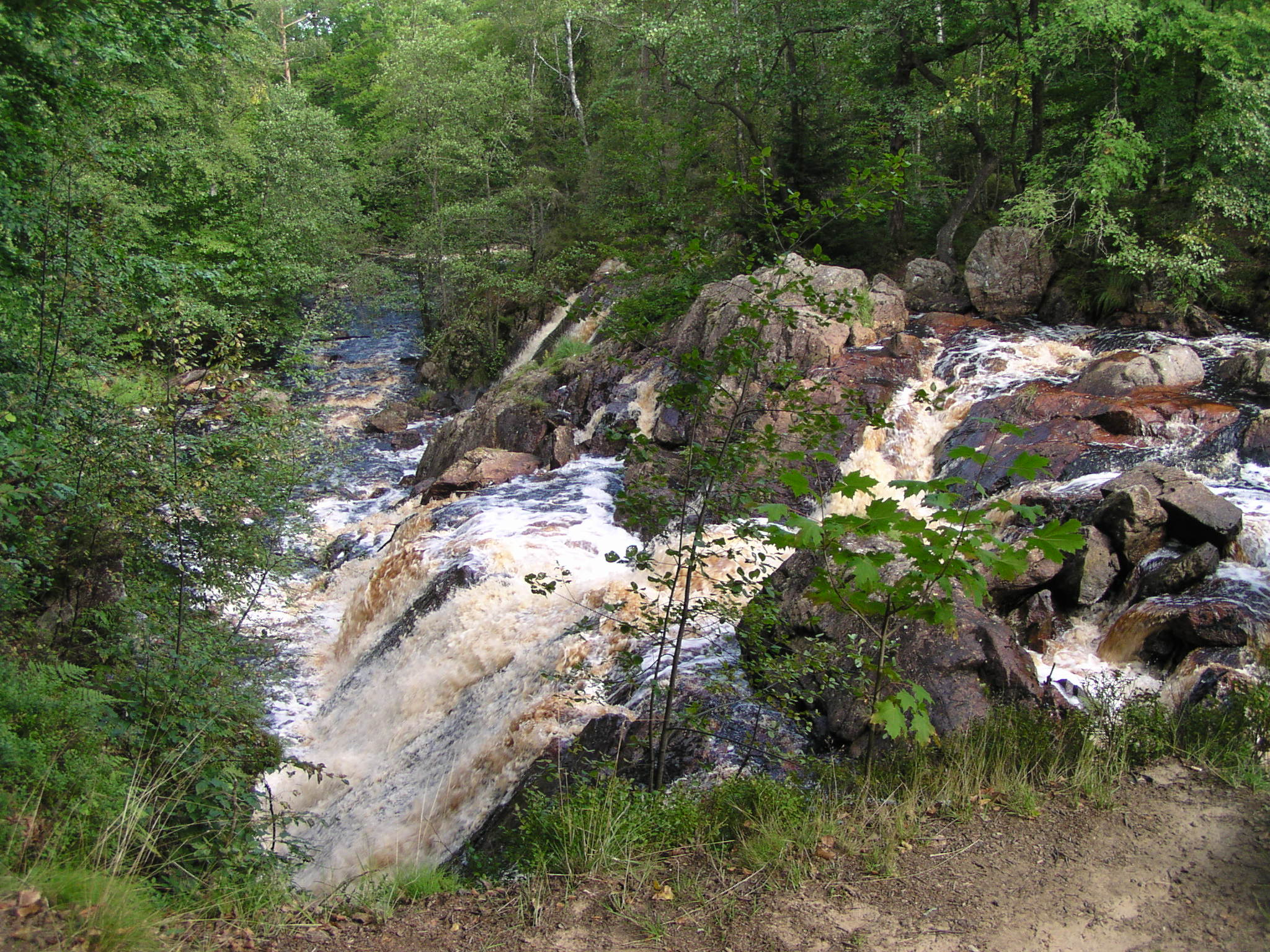
Danska fall (von oben)

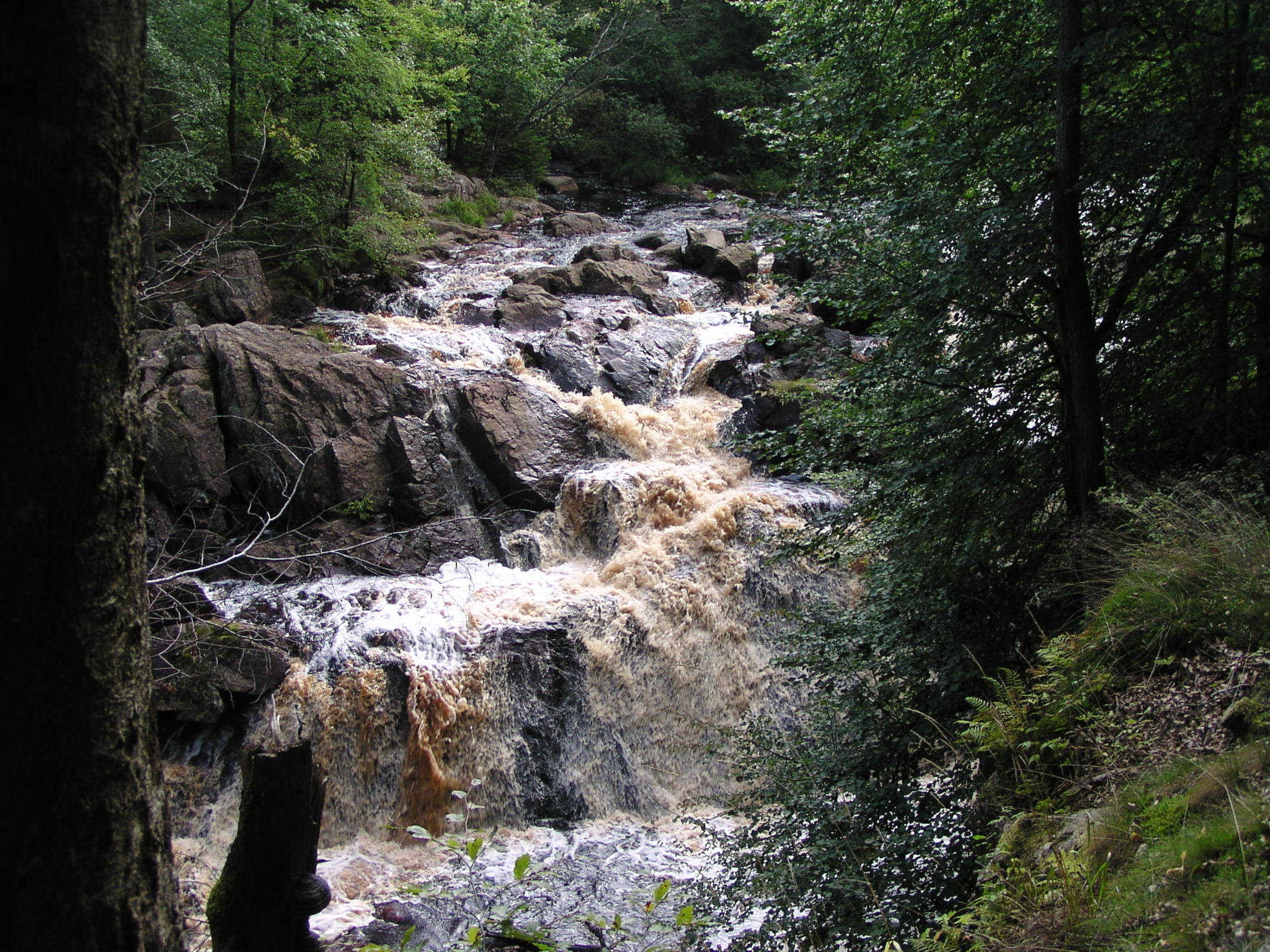
Danska fall (von unten)

Danska fall ist ein schwedisches Naturschutzgebiet um das Wasserfallsystem des Flusses Assman südlich von Simlångsdalen, in der Gemeinde Halmstad in Hallands län.
Der Assman ergießt sich aus dem Attavarasjön in den Brearedsjön und überwindet dabei in mehreren Stufen einen Höhenunterschied von 36 Metern. Die Vegetation ist geprägt von Buchen und Eichen, die zwischen 100 und 175 Jahre alt sind. Zur Tier- und Pflanzenwelt gehören Flechten, Moose, Pilze, Zwergschnäpper, Gebirgsstelzen und Bachforellen.
Das Naturschutzgebiet gehört seit Dezember 2005 zum Natura 2000 Programm.
Am unteren Teil des Wasserfalls wurde zwischen 1727 und 1749 eine Schmiede zur Herstellung von Bolzen, Werkzeugen und anderen Schmiedeerzeugnissen betrieben.